# Negayan tarapaca
Negayan tarapaca är en spindelart som beskrevs av Lopardo 2005. Negayan tarapaca ingår i släktet Negayan och familjen spökspindlar. Inga underarter finns listade i Catalogue of Life.